# 사이퍼셰드
사이퍼셰드(CipherShed)는 개발이 진행 중인 실시간 암호화를 위한 오픈 소스 디스크 암호화 프로그램이다. 사이퍼셰드는 지금은 개발이 중단된 오픈 소스 프로그램 트루크립트에 기반을 두고 있다.

## 역사
사이퍼셰드는 트루크립트의 개발 중단 발표에 대응하여 2014년 6월에 시작하였다. 2014년 10월 기준으로, 사이퍼셰드의 소스 코드는 깃허브에 호스팅되어 있다.
트루크립트에서 사이퍼셰드로의 이름 변경, 상당한 재작성은 "트루크립트"라는 이름의 사용을 제한하는 트루크립트의 라이선스 동의의 조항에 대한 걱정에 기인한다.
사이퍼셰드의 최초 공식 버전은 2016년 2월의 0.7.4.0이다. 사이퍼셰드는 계속 개발이 진행 중이며 지금도 그러하다.

## 개발
사이퍼셰드 웹사이트에 따르면 사이퍼셰드 프로젝트는 선출된 PMC(Project Management Committe) 등에 의해 관리되는 비영리 단체이다.
사이퍼셰드의 웹사이트에 따르면 관리팀원으로는 Bill Cox, Alain Forget, Chris Horrocks, Niklas Lemcke, Jason Pyeron이 있으며 이들은 "암호기법 작성, 정보 보안, 인터넷에 전적으로 열정을 가진 팀"으로 기술되고 있다.
사이퍼셰드 1.0은 소스 코드를 완전히 재작성한 버전이 될 예정이며 OSI 승인 라이선스(아파치 또는 BSD)로 출시될 예정이다.

## 같이 보기
- 트루크립트
- 베라크립트